# Neosilba longicerata
Neosilba longicerata är en tvåvingeart som först beskrevs av Willi Hennig 1948.  Neosilba longicerata ingår i släktet Neosilba och familjen stjärtflugor.
Artens utbredningsområde är Peru. Inga underarter finns listade i Catalogue of Life.